# 吳世榮 (阮朝)
吳世榮（越南语：／；1803年—1856年），字仲翼，號陽亭。越南阮朝官員。

## 生平
吳世榮是南定鎮天長府南真縣沛陽社（今南定省南直縣南陽社）人，嘉隆二年（1803年）出生。明命九年（1828年）,參加南定場鄉試，考取舉人。明命十年（1829年），考取該科第三甲同進士出身。初為翰林院編修，後出任定遠府知府，轉吏部員外郎，又任禮部郎中。明命十五年（1834年），擔任河內場鄉試監考，因閱卷問題被革職。
吳世榮革職回家之後，修葺房屋，精心奉養母親。四方學徒都來此拜他為師學習。十八年間，吳世榮屢次拒絕朝廷徵召。嗣德年間，嗣德帝派使者前往南定吳世榮家中取走吳世榮詩文閱覽，安定總督阮廷賓趁機請求起復吳世榮。嗣德帝下詔令吳世榮赴京。到京之後令其到閱是堂覲見嗣德帝。嗣德帝命其應制敷陳，皆有所答。嗣德帝下旨恢復吳世榮進士身份，讓他自己決定去留。吳世榮以習慣安恬生活為由返回家鄉。離別時，朝廷公卿多以詩文餞行。
吳世榮返回家後，不久去世，享年五十四歲。

## 作品
吳世榮著有《竹堂隨筆》、《竹堂詩文草》、《皇閣遺文》等，並編輯有《宋史略》一書。